# Маљано (Лука)
Маљано је насеље у Италији у округу Лука, региону Тоскана.
Према процени из 2011. у насељу је живело 208 становника. Насеље се налази на надморској висини од 866 м.